# 刘雅玲
刘雅玲（1964年9月—），女，汉族，河南温县人，中华人民共和国政治人物。曾任最高人民法院执行局副局长。现任民盟中央组织部副部长。第十四届全国政协委员。